# 12282 Crombecq
12282 Crombecq è un asteroide della fascia principale. Scoperto nel 1991, presenta un'orbita caratterizzata da un semiasse maggiore pari a 2,7189330 UA e da un'eccentricità di 0,2533735, inclinata di 8,15990° rispetto all'eclittica.